# Chariaspilates andriana
Chariaspilates andriana är en fjärilsart som beskrevs av Franz Dannehl 1921. Chariaspilates andriana ingår i släktet Chariaspilates och familjen mätare. Inga underarter finns listade i Catalogue of Life.